# Новы-Дунинув (гмина)
Новы-Дунинув (пол. Nowy Duninów) — сельская гмина (волость) в Польше, входит как административная единица в Плоцкий повет, Мазовецкое воеводство. Население — 3899 человек (на 2004 год).

## Демография
| Перепись                       | Всего   | Всего | Женщины | Женщины | Мужчины | Мужчины |
| ------------------------------ | ------- | ----- | ------- | ------- | ------- | ------- |
| Единицы                        | человек | %     | человек | %       | человек | %       |
| Население                      | 3899    | 100   | 2002    | 51,3    | 1897    | 48,7    |
| Плотность населения (чел./км²) | 26,9    | 26,9  | 13,8    | 13,8    | 13,1    | 13,1    |

## Сельские округа
1. Брвильно
2. Брвильно-Дольне
3. Сочевка
4. Дунинув-Дужы
5. Дзежонзна
6. Камён
7. Гродзиска
8. Каролево
9. Нова-Весь
10. Липянки
11. Новы-Дунинув
12. Поплацин
13. Стары-Дунинув
14. Сьродонь
15. Бжезинна-Гура
16. Тшчанно
17. Ежево
18. Воля-Брвиленьска

## Соседние гмины
1. Гмина Барухово
2. Гмина Брудзень-Дужи
3. Гмина Гостынин
4. Гмина Лонцк
5. Плоцк
6. Гмина Стара-Бяла
7. Гмина Влоцлавек